# Камышловский
Камышловский — посёлок в Любинском районе Омской области России. Административный центр Камышловского сельского поселения.

## География
Населённый пункт находится на юго-западе центральной части Омской области, в лесостепной зоне, в пределах Ишимской равнины, на расстоянии примерно 14 километров (по прямой) к востоку-юго-востоку (ESE) от посёлка городского типа Любинский, административного центра района. Абсолютная высота — 101 метр над уровнем моря.

## История
Основан в 1931 году как центральная усадьба племсвинсовхоза «Камышловский».

## Население
| 2010 |
| ---- |
| 1451 |

Гендерный состав
По данным Всероссийской переписи населения 2010 года в гендерной структуре населения мужчины составляли 47,7 %, женщины — соответственно 52,3 %.
Национальный состав
Согласно результатам переписи 2002 года, в национальной структуре населения русские составляли 80 % из 1414 чел.

## Улицы
Уличная сеть посёлка состоит из 12 улиц и 1 переулка.